# Saturn Award für die beste Kamera
Folgende Filme haben den Saturn Award für die beste Kamera gewonnen:
| Jahr | Preisträger      | Film                       | Weitere Nominierungen        |
| ---- | ---------------- | -------------------------- | ---------------------------- |
| 1976 | Douglas Slocombe | Rollerball                 | keine weiteren Nominierungen |
| 1977 | Ernest Laszlo    | Flucht ins 23. Jahrhundert | keine weiteren Nominierungen |
| 1979 | Russell Boyd     | Picknick am Valentinstag   | keine weiteren Nominierungen |